# Sao Feng
Kapitein Sao Feng is een schurk in Pirates of the Caribbean: At World's End, het vervolg op Pirates of the Caribbean: Dead Man's Chest en Pirates of the Caribbean: The Curse of the Black Pearl. Hij werd gespeeld door Chow Yun-Fat.

## Biografie
Sao Feng is een heel erge sluwe Chinese piratenkapitein, en zoals Barbossa al zegt, hij is precies net als hij, dus ook door de hel uitgespuugd, maar op de eerlijkheid na dan. Sao Feng hoort bij een bende die Chinese piraten leidt. Sao Feng heeft een Chinees oorlogsschip, genaamd de Empress, en een ander schip, genaamd de 'Hai Peng' die hij aan Hector Barbossa leent. Sao Feng is de 'Aziatische connectie' die Cutler Beckett noemde in de tweede film.
In de derde film bezoeken Will Turner, Barbossa en Elizabeth Swann Sao Feng in zijn badhuis in Singapore omdat hij degene is die de kaart heeft waarop de locatie van Davy Jones' Locker staat. Feng en Jack Sparrow hebben samen een heel slechte geschiedenis met elkaar. Jack heeft met zijn twee vrouwen geflirt en nog heel wat anders, en Feng wil Jack dus niet redden uit Jones' Locker. Wanneer Barbossa hem eraan herinnert dat Jack een van de negen piratenleiders is en zijn munt niet kon doorgeven voor zijn dood, en ze Jack vooral nodig hebben vanwege de bedreiging die Beckett & Jones vormen, moet hij de kaart wel geven. Wanneer Becketts mannen binnenstormen, bedreigt Feng Will omdat de E.I.C hem vindt voordat hij in Singapore was. Will maakt met Feng een deal dat hij de Black Pearl krijgt om zijn vader te redden, dus Feng geeft ze de kaart, een schip en bemanning.
Als Will, Elizabeth en Barbossa en zijn bemanning Singapore verlaten om naar Jones' zijn Locker te gaan, maakt Feng ook een deal met Beckett. Hij zal de piratenleiders uitleveren aan Beckett, op een voorwaarde dat hij zelf de Black Pearl krijgt en vrijuit zal gaan, als Will vraagt of Jack en Barbossa water gaan halen op 'Shipwreck Island' komt de Empress aanvaren, en Barbossa en Jack komen allebei terug naar de Pearl, en Feng vertelt dat het niet raar is als de piraten elkaar verraden. Maar Feng wordt zelf bedrogen door Beckett, die weigert hem de Pearl te geven. Wanneer Barbossa later bekent dat hij Calypso wil bevrijden uit haar menselijke gedaante, zegt Feng dat het een legende is, maar Barbossa haalt hem over, en Feng sluit zich weer aan bij de piraten. Hij zal hen helpen in ruil voor Elizabeth, denkend dat zij Calypso is. Elizabeth komt hierachter en besluit Fengs spelletje mee te spelen om zo veel mogelijk informatie van hem te krijgen, maar als de Flying Dutchman de Empress aanvalt, sneuvelt Feng. Voor zijn dood maakt hij Elizabeth tot nieuwe kapitein van de Empress en zijn opvolgster als piratenleider.
Zij gaat uiteindelijk de strijd aan met Davy Jones en haar ex-verloofde James Norringhton en zijn partij, in zijn plaats.